# 曾安琪
曾安琪，台灣女演員。

## 簡歷
畢業於紐西蘭奧克蘭大學，擁有BA（文學院）、BCS（電腦科學）兩個雙學士學位，曾是喬傑立娛樂旗下藝人之一，以方子萱名義出道。
自2009年與喬傑立娛樂合約期滿後，並於同年3月簽入新東家鳳凰藝能公司，從8月開始，以新藝名曾安琪再次闖蕩演藝圈。2015年與鳳凰藝能合約期滿。

## 演出作品
戲劇
- 大愛
  - 2013年《心開運轉》（飾 李麗卿）
  - 2014年《阿爸講的話》（飾 李玉珍）
  - 2017年《幸福之約》（飾 黃紫繁）
- 民視
  - 2003年《家有日本妻》（飾 艾麗思）
  - 2010年《夜市人生》（飾 周秀秀）
  - 2011年《愛讓我們在一起》（飾 玲達）
  - 2011年《父與子》（飾 蔡佩玲）
  - 2013年《風水世家》（飾 萧安琪）
  - 2014年《廉政英雄》〈迎戰強權〉（飾 劉美娟）
  - 2014年《龍飛鳳舞》（飾 方逸婷/黑孔雀）
  - 2015年《星座愛情獅子女》（飾 李明娟）

- 三立台灣台
  - 2016年《甘味人生》（飾 葉愛紗）

- 華視
  - 2003年《舞動奇蹟》（飾 Emma）
  - 2003年《愛、謊言、配偶欄 － 第三單元 愛情來了》（飾 徐敏宣）
  - 2005年《星願》（飾 金教授）

- 中視
  - 2001年《星動劇坊 - 花蝴蝶與野玫瑰》（飾 Lucy）
  - 2001年《極速傳說》（飾 ileana）

- 台視
  - 2001年《感應拍檔》（飾 杜安妮）
  - 2004年《愛上千金美眉》（飾 韓凱琪 ）

- 三立都會台
  - 2006年《微笑pasta》（飾 時靖文 CINDY）

- 八大綜合台
  - 2004年《撞球小子》（飾 Joyce）

- 中國大陸
  - 2005年《活下去》（飾 林秀明） （新加坡）
  - 2008年《龍遊天下》（飾 白珊珊）
  - 2010年《龍行天下》（飾 白珊珊）
  - 2011年《旅館花嫁2》（客串 女中領班）
  - 2011年《龍巡天下》（飾 白珊珊）

## 廣告
- 2002年 華信安泰VOGUE白金卡
- 2002年 微風廣場
- 2002年 中華豆腐黄襯衫篇
- 2002年 麥當勞2002年度形象廣告
- 2002年 吉利刮鬍刀、歐雷(大陸)
- 2003年 海倫仙度絲(大陸)
- 2003年 HONDA汽車CRV
- 2003年 SAMSUNG DVD
- 2003年 台新銀行 白金玫瑰卡篇
- 2004年 德芙巧克力
- 2006年 MSP牛奶廣告
- 2009年 婚紗廣告

## MV
- 2002年〈三百秒情緣〉（劉德華）
- 2003年〈背影〉（K ONE）
- 2005年〈真愛〉（183club）

## 主持節目
- 《GO GO Japan》（民視）

## 外部連結
- 曾安琪的新浪微博